# Trudy Sredne-Aziatskogo Gosudarstvennogo Universiteta. Serija 8b. Botanika
Trudy Sredne-Aziatskogo Gosudarstvennogo Universiteta. Serija 8b. Botanika (abreviado Trudy Sredne-Aziatsk. Gosud. Univ., Ser. 8b, Bot.) fue una revista con ilustraciones y descripciones botánicas que fue editada en Taskent. Se publicaron 35 números en los años 1928-37 con el nombre de Trudy Sredne-Aziatskogo Gosudarstvennogo Universiteta. Serija 8b. Botanika. Acta Universitatis Asiae Mediae. Botanica. Fue reemplazada por Trudy Sredni-Aziatskogo Gosudarstvennogo Universiteta imeni V. I. Lenina.